# Fiona Dourif
Fiona Christianne Dourif, född 30 oktober 1981 i Woodstock i delstaten New York, är en amerikansk skådespelerska och producent. Hon är mest känd för att spela rollen som Nica Pierce i filmerna Curse of Chucky (2013) och Cult of Chucky (2017), samt i TV-serien Chucky (2021–nutid), som också är en del av Child's Play-franchisen. Hon är dotter till skådespelaren Brad Dourif, som gjorde rösten till den elaka mördardockan Chucky för i stort sett alla produktioner i Child's Play-franchisen (utom 2019 års Child's Play).
Fiona Dourif har spelat rollen som Bart Curlish i serien Dirk Gentlys holistiska detektivbyrå (2016–2017), samt som Diane Jones i ABC-miniserien When We Rise (2017). Hon har också haft roller i fantasyserien True Blood (2011), kriminalthrillerserien The Blacklist (2018–2021), USA Networks actionskräckserie The Purge (2018), och CBS All Access-miniserien Pestens tid (2020).
Dourif har medverkat i filmerna The Master (2012), Fear Clinic (2014), Blood Is Blood (2016), Tenet (2020), The Shuroo Process (2021), och Don't Look at the Demon (2022).

## Filmografi (i urval)

### Filmer
- 2009 – The Messenger
- 2012 – The Master
- 2013 – Curse of Chucky
- 2014 – Fear Clinic
- 2014 – Gutshot
- 2016 – Blood Is Blood
- 2017 – Cult of Chucky
- 2020 – Tenet
- 2021 – The Shuroo Process
- 2022 – Don't Look at the Demon

### TV-serier
- 2005 – Deadwood (TV-serie)
- 2008 – Law & Order: Special Victims Unit (TV-serie)
- 2009 – Bored to Death (TV-serie)
- 2011 – True Blood (TV-serie)
- 2011 – The Protector (TV-serie)
- 2015 – Rizzoli & Isles (TV-serie)
- 2015 – The Player (TV-serie)
- 2015 – Manhattan (TV-serie)
- 2016–2017 – Dirk Gentlys holistiska detektivbyrå (TV-serie)
- 2017 – When We Rise (TV-serie)
- 2018 – Shameless (TV-serie)
- 2018–2019 – The Blacklist (TV-serie) (även 2021)
- 2018 – The Purge (TV-serie)
- 2020 – Utopia (TV-serie)
- 2020 – Helstrom (TV-serie)
- 2020 – Pestens tid (TV-serie)
- 2021 – Chucky (TV-serie)